# رایشسهوف
رایشسهوف (به آلمانی: Reichshof) یک شهر در آلمان است که در اوبربرگیشر کرایس واقع شده‌است. رایشسهوف ۲۰٬۰۷۹ نفر جمعیت دارد.